# James Albert Eckes
James Albert Eckes (Lancashire, 1882 - Liverpool, 12 d'octubre de 1947) fou un futbolista anglès de la dècada de 1900.

## Trajectòria
Va jugar al FC Barcelona durant la temporada 1901-02, en la qual participà en 15 partits no oficials i marcà 6 gols.